# آلیوت
آلیوت (روسی: Алеу́ты) که معمولاً در زبان داخلی اسکیموهای آلوت اونانگان (گویش شرقی)، اونانگاس (گویش غربی)، خوانده می‌شود و Унаңан (اوناگاکس مفرد یعنی "مردم")، این زبان بومیان جزایر آلیوتیان است. هر دو بومیان آلیوت و جزایر ایشان بین ایالت آلاسکا و بخش اداری روسیه در سرزمین کامچاتکا تقسیم شده‌اند.

## زبان

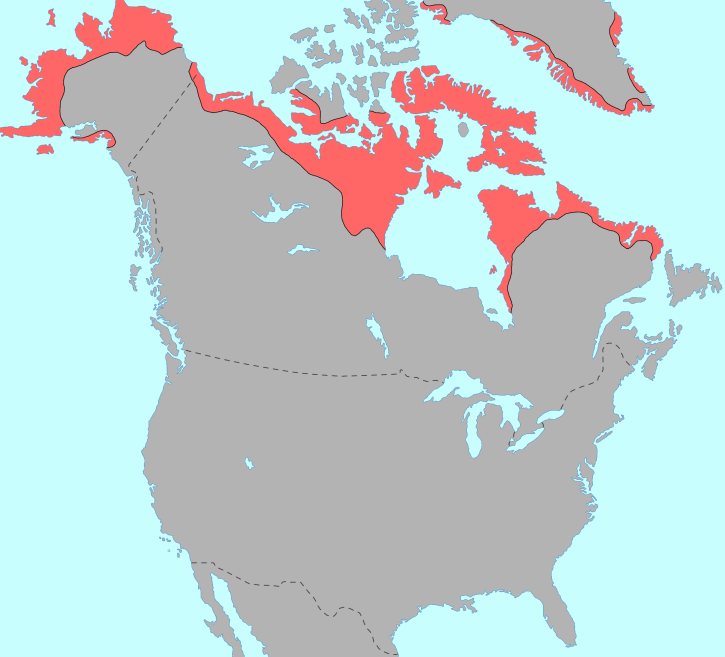
تصویری از مناطقی که با زبان آلیوت صحبت می‌کنند.

مردم آلیوت به زبان اوناگام، که زبان اصلی آلیوت‌ها می‌باشد صحبت می‌کنند، علاوه بر این در ایالات متحده و روسیه به انگلیسی و روسی نیز صحبت می‌کنند. زبان آلیوت در ایالات متحده هر ۱۵۰ نفر و در روسیه هر ۵ نفر به زبان آلیوت صحبت می‌کنند. این زبان خاص اقوام اسکیمو-آلیوت است و شامل سه گویش است که شامل گویش آلیوت شرقی است که مناطق شوماگین، فاکس و جزیره پریبیلوف و آتکان با این گویش صحبت می‌کنند.
در جزیره پریبیلوف اغلب به گویش آلیوت صحبت می‌کنند بعلاوه افراد مسن اما برای سایر افراد این سرزمین راحت صحبت کردن با این زبان مشکل است؛ از ابتدای سال ۱۸۲۹، آلیوت در اسناد کامپیوتری سیریلیک نوشته شده بود. از سال ۱۸۷۰، نگارش این زبان به لاتین نوشته شده‌است؛ و یک فرهنگ لغت و دستور زبان آلیوت نیز منتشر شده‌است و بخش‌هایی از کتاب مقدس هم به آلیوت ترجمه شده‌است.

## پراکندگی جغرافیایی
زبان‌های این خانواده که توسط اسکیموها بکار می‌روند در مناطق شمال کانادا، آلاسکا، شبه‌جزیره چوکچی، سیبری و گرینلند پراکنده‌اند. برخی از این زبان‌ها بیش از چند ده گویشور ندارند و برخی دیگر شمار گویشورانشان بیشتر است. این زبان‌ها در همسایگی زبان‌های بومی آمریکا، زبان انگلیسی رایج در کانادا و آلاسکا، زبان روسی و زبان دانمارکی قرار داشته و تأثیراتی از این زبان‌ها بویژه از نظر وام‌واژه پذیرفته‌اند.